# Совершенство (рассказ)
«Совершенство» — рассказ Владимира Набокова, относящийся к русскому периоду его творчества. Был написан и опубликован (под псевдонимом В. Сирин) в 1932 году, вошёл в состав сборника «Соглядатай» (Париж, 1938).

## Сюжет и история текста
Главный герой рассказа — нищий русский эмигрант Иванов, живущий в Германии и зарабатывающий частными уроками. Летом он сопровождает на балтийский курорт своего ученика — подростка по имени Давид, сына матери-эмигрантки и отца-немца. Когда тот притворяется, что тонет в море, Иванов бросается ему на помощь и умирает от сердечного приступа. В последний момент он успевает осознать свою смерть и понять, что Давид жив. Благодаря смерти происходит «совершенное соприкосновение с миром», о котором мечтал герой.
Идея, которая легла в основу рассказа, была навеяна поездками автора по Германии. При этом в тексте упоминается Гунгербург — курорт в Эстонии, где Набоков бывал в юности. «Совершенство» было написано во второй половине мая — начале июня 1932 года и увидело свет в русской эмигрантской газете «Последние новости», выходившей в Париже, 3 июля того же года. В 1938 году автор включил рассказ в сборник «Соглядатай», в 1975 году опубликовал перевод на английский язык в составе сборника Tyrants Destroyed and Other Stories. Последнее издание он снабдил комментарием: «Несмотря на то, что я действительно преподавал мальчикам в годы эмиграции, на том моё сходство с Ивановым заканчивается».
Биограф Набокова Брайан Бойд противопоставляет «Совершенство» написанному несколько ранее рассказу «Хват». По его мнению, здесь автор «меняет минус на плюс и вместо возмущения жизнью, в которой нет и следа нежности, пытается заглянуть в другое бытие, где нежность может пронизывать всё».
Российский филолог Андрей Аствацатуров считает, что «Совершенство» написано под влиянием рассказа Амброза Бирса «Случай на мосту через Совиный ручей»: Набоков мог позаимствовать у Бирса нарративную стратегию, ряд мотивов и образов. По мнению Аствацатурова, оба писателя, наследуя традиции европейского романтизма, визуализировали опыт мистического озарения.